# Ausschuss für Landwirtschaft, Ernährung und Heimat
Der Ausschuss für Landwirtschaft, Ernährung und Heimat ist seit seiner Einrichtung in der 21. Legislaturperiode ein ständiger Bundestagsausschuss.

## Aufgaben
Der Ausschuss ist federführend oder beratend an allen Gesetzentwürfen, Anträgen, Berichten sowie EU-Vorlagen zu jenen Themen beteiligt, die seinen Namen ausmachen und die den Tierschutz und den Naturschutz im Landwirtschafts- und Ernährungsbereich betreffen.

## Vorgängerausschüsse
In der Namensgebung des Ausschusses spiegelt sich seine Wandlung in Inhalten und Kompetenzen im Laufe der Jahre wider:
- seit 2025: Ausschuss für Landwirtschaft, Ernährung und Heimat
- 2013–2025: Ausschuss für Ernährung und Landwirtschaft (Verbraucherschutz von nun an beim Ausschuss für Recht und Verbraucherschutz)
- 2002–2013: Ausschuss für Ernährung, Landwirtschaft und Verbraucherschutz
- 1949–2002: Ausschuss für Ernährung, Landwirtschaft und Forsten

## Mitglieder der 21. Legislaturperiode
Vorsitzender des Ausschusses ist erneut Hermann Färber (CDU).
| CDU/CSU                      | AfD               | SPD                    | Bündnis 90/Die Grünen | Die Linke     | fraktionslos (beratend) |
| ---------------------------- | ----------------- | ---------------------- | --------------------- | ------------- | ----------------------- |
| Anna Aeikens                 | Peter Felser      | Jens Behrens           | Karl Bär              | Marcel Bauer  | Sieghard Knodel         |
| Artur Auernhammer            | Danny Meiners     | Esther Dilcher         | Zoe Mayer             | Ina Latendorf |                         |
| Caroline Bosbach             | Stephan Protschka | Franziska Kersten      | Ophelia Nick          | Sascha Wagner |                         |
| Benedikt Büdenbender         | Christian Reck    | Isabel Mackensen-Geis  | Niklas Wagener        |               |                         |
| Alexander Engelhard          | Bernd Schattner   | Andreas Schwarz        |                       |               |                         |
| Hermann Färber, Vorsitzender | Julian Schmidt    | Anja Troff-Schaffarzyk |                       |               |                         |
| Christoph Frauenpreiß        | Bernd Schuhmann   |                        |                       |               |                         |
| Johannes Steiniger           |                   |                        |                       |               |                         |
| Dieter Stier                 |                   |                        |                       |               |                         |
| Christina Stumpp             |                   |                        |                       |               |                         |

## Mitglieder der 20. Legislaturperiode
Vorsitzender des Ausschusses ist seit 2021 Hermann Färber (CDU).
Die 35 ordentlichen Mitglieder des Ausschusses setzen sich aus 10 Mitgliedern der SPD-Fraktion, 9 Mitgliedern der CDU/CSU-Bundestagsfraktion, 6 Mitgliedern der Bundestagsfraktion Bündnis 90/Die Grünen, 4 Mitgliedern der FDP-Bundestagsfraktion, 4 Mitgliedern der AfD-Bundestagsfraktion und 2 Mitgliedern der Linksfraktion zusammen.
| SPD                | Bündnis 90/Die Grünen      | FDP                 | CDU/CSU           | AfD               | Die Linke      | SSW | fraktionslos |
| ------------------ | -------------------------- | ------------------- | ----------------- | ----------------- | -------------- | --- | ------------ |
| Rita Hagl-Kehl     | Karl Bär                   | Ingo Bodtke         | Hermann Färber    | Peter Felser      | Ina Latendorf  |     |              |
| Anna Kassautzki    | Renate Künast              | Karlheinz Busen     | Artur Auernhammer | Stephan Protschka | Gesine Lötzsch |     |              |
| Franziska Kersten  | Zoe Mayer                  | Ulrike Harzer       | Astrid Damerow    | Frank Rinck       |                |     |              |
| Sylvia Lehmann     | Christina-Johanne Schröder | Gero Clemens Hocker | Albert Stegemann  | Bernd Schattner   |                |     |              |
| Luiza Licina-Bode  | Anne-Monika Spallek        |                     | Dieter Stier      |                   |                |     |              |
| Isabel Mackensen   | Niklas Wagener             |                     | Max Straubinger   |                   |                |     |              |
| Susanne Mittag     |                            |                     | Christina Stumpp  |                   |                |     |              |
| Natalie Pawlik     |                            |                     | Hans-Jürgen Thies |                   |                |     |              |
| Johannes Schätzl   |                            |                     | Oliver Vogt       |                   |                |     |              |
| Peggy Schierenbeck |                            |                     |                   |                   |                |     |              |

## Mitglieder der 19. Legislaturperiode
Stellvertretende Vorsitzende war seit 2017 Carina Konrad (FDP). Der Ausschuss setzte sich aus 38 Mitgliedern zusammen.
Die 38 Mitglieder des Ausschusses setzten sich aus 13 Mitgliedern der CDU/CSU-Bundestagsfraktion, 8 Mitgliedern der SPD-Fraktion, 5 Mitgliedern der AfD-Bundestagsfraktion sowie jeweils 4 Mitgliedern der FDP-Bundestagsfraktion, der Linksfraktion und der Bundestagsfraktion Bündnis 90/Die Grünen zusammen.
| CDU/CSU                    | SPD                   | AfD                  | FDP             | Die Linke          | Bündnis 90/Die Grünen |
| -------------------------- | --------------------- | -------------------- | --------------- | ------------------ | --------------------- |
| Michael von Abercron       | Nezahat Baradari      | Peter Felser         | Nicole Bauer    | Heidrun Bluhm      | Harald Ebner *        |
| Artur Auernhammer          | Isabel Mackensen-Geis | Franziska Gminder    | Karlheinz Busen | Amira Mohamed Ali  | Renate Künast         |
| Silvia Breher              | Susanne Mittag        | Wilhelm von Gottberg | Gero Hocker     | Kersten Steinke    | Friedrich Ostendorff  |
| Hermann Färber             | Johann Saathoff       | Verena Hartmann      | Carina Konrad * | Kirsten Tackmann * | Markus Tressel        |
| Alois Gerig                | Uwe Schmidt           | Stephan Protschka *  |                 |                    |                       |
| Katharina Landgraf         | Ursula Schulte        |                      |                 |                    |                       |
| Hans-Georg von der Marwitz | Rainer Spiering *     |                      |                 |                    |                       |
| Marlene Mortler            | Carsten Träger        |                      |                 |                    |                       |
| Johannes Röring *          |                       |                      |                 |                    |                       |
| Albert Stegemann           |                       |                      |                 |                    |                       |
| Dieter Stier               |                       |                      |                 |                    |                       |
| Hans-Jürgen Thies          |                       |                      |                 |                    |                       |
| Kees de Vries              |                       |                      |                 |                    |                       |

## Mitglieder der 18. Legislaturperiode
Vorsitzender des Ausschusses war ab 2015 Alois Gerig.
| CDU/CSU – Ordentliches Mitglied | CDU/CSU – Stellvertretendes Mitglied | SPD – Ordentliches Mitglied | SPD – Stellvertretendes Mitglied | Die Linke – Ordentliches Mitglied | Die Linke – Stellvertretendes Mitglied | Bündnis 90/Die Grünen – Ordentliches Mitglied | Bündnis 90/Die Grünen – Stellvertretendes Mitglied |
| ------------------------------- | ------------------------------------ | --------------------------- | -------------------------------- | --------------------------------- | -------------------------------------- | --------------------------------------------- | -------------------------------------------------- |
| Artur Auernhammer               | Maik Beermann                        | Willi Brase                 | Ulrich Freese                    | Karin Binder                      | Caren Lay                              | Harald Ebner *                                | Bärbel Höhn                                        |
| Hermann Färber                  | Cajus Caesar                         | Petra Crone                 | Gustav Herzog                    | Heidrun Bluhm                     | Sabine Leidig                          | Nicole Maisch                                 | Steffi Lemke                                       |
| Alois Gerig (Vorsitzender)      | Gitta Connemann                      | Elvira Drobinski-Weiß       | Gabriele Hiller-Ohm              | Kirsten Tackmann *                | Kersten Steinke                        | Friedrich Ostendorff                          | Markus Tressel                                     |
| Franz-Josef Holzenkamp          | Mechthild Heil                       | Rita Hagl-Kehl              | Thomas Hitschler                 |                                   |                                        |                                               |                                                    |
| Kordula Kovac                   | Jörg Hellmuth                        | Christina Jantz             | Matthias Miersch                 |                                   |                                        |                                               |                                                    |
| Katharina Landgraf *            | Matthias Lietz                       | Jeannine Pflugradt          | Susanne Mittag                   |                                   |                                        |                                               |                                                    |
| Thomas Mahlberg                 | Julia Obermeier                      | Wilhelm Priesmeier *        | Ulli Nissen                      |                                   |                                        |                                               |                                                    |
| Hans-Georg von der Marwitz      | Wilfried Oellers                     | Johann Saathoff             | Udo Schiefner                    |                                   |                                        |                                               |                                                    |
| Marlene Mortler                 | Florian Oßner                        | Ursula Schulte              | Stefan Schwartze                 |                                   |                                        |                                               |                                                    |
| Ingrid Pahlmann                 | Josef Rief                           | Rainer Spiering             | Kerstin Tack                     |                                   |                                        |                                               |                                                    |
| Alois Rainer                    | Norbert Schindler                    | Karin Thissen               | Ute Vogt                         |                                   |                                        |                                               |                                                    |
| Johannes Röring                 | Bernhard Schulte-Drüggelte           |                             |                                  |                                   |                                        |                                               |                                                    |
| Carola Stauche                  | Reinhold Sendker                     |                             |                                  |                                   |                                        |                                               |                                                    |
| Dieter Stier                    | Albert Stegemann                     |                             |                                  |                                   |                                        |                                               |                                                    |
| Rita Stockhofe                  | Sabine Sütterlin-Waack               |                             |                                  |                                   |                                        |                                               |                                                    |
| Kees de Vries                   | Thomas Viesehon                      |                             |                                  |                                   |                                        |                                               |                                                    |
| Waldemar Westermayer            | Emmi Zeulner                         |                             |                                  |                                   |                                        |                                               |                                                    |